# قلعه پاقلاع هزارانی
قلعه پاقلاع هزارانی در موقعیت ۴۷ درجه و ۲۷ دقیقه طول جغرافیایی، و ۳۲ درجه و ۵۷ دقیقه عرض جغرافیایی در استان ایلام واقع شده‌است. از شمال به تپه ماهور، از جنوب به زمین کشاورزی روستای هزارانی و از شرق و غرب به زمین‌های کشاورزی مشرف می‌شود. قلعه دارای ابعاد ۱۲×۱۵×۳ متر است و نزدیکترین جاده قابل دسترسی جاده هزارانی آبدانان است.

## شرح اثر
قلعه پاقلاع هزارانی بر فراز تپه‌ای طبیعی قرار دارد که بنای آن با استفاده از قلوه سنگ و ملات گچ نیم‌کوب ساخته شده‌است. این بنا شامل سه اتاق بزرگ در قسمت سطح جنوبی تپه و بناهای جانبی در ساختمان سطح شمالی تپه می‌باشد و تنها سه اتاق مستطیل شکل از این بنا باقی مانده‌است که اتاق وسط آن دارای ابعادی ۲۰/ ۵×۱۰ متر است که از سنگ و گچ ساخته شده‌است. اتاق غرب قلعه دارای ابعاد ۴/۵×۷/۵ متر است و اتاق شرقی آن ابعاد ۴*۱۰ متر دارد. در ضلع شمالی اتاق غربی سطح تپه بنای دیگری ملاحظه می‌شود که احتمالاً اتاق نگهبانان قلعه بوده‌است و دارای دو اتاق به ابعاد ۴*۱۱ متر است که این بنا مشرف به زمین‌های کشاورزی است. ضخامت دیوارهای قلعه ۲۰/۱ متر می‌باشد. قسمتی از دیوارهای اصلی قلعه باقی مانده که حداکثر تا ۲ متر ارتفاع دارد. بنای قلعه به دلیل عدم حفاظت و فرسایش طبیعی و نیز عوامل انسانی به صورت مخروبه‌ای درآمده‌است و آوار سنگ حاصل از تخریب اتاق‌های جانبی در سطح شمالی تپه ملاحظه می‌شود. چهار تاقی هزارانی در فاصله ۱۰۰ متری شرق تپه باقی مانده‌است. 